# Théorème de Skorokhod
Ne doit pas être confondu avec Théorème de représentation de Skorokhod.
Le théorème de Skorokhod est un résultat établi en 1961 par le mathématicien Anatoliy Skorokhod affirmant qu'une somme partielle de variables aléatoires identiques indépendamment distribuées (i.i.d.) admettant un moment d'ordre deux pouvait s'écrire en loi comme un mouvement brownien évalué en des temps d'arrêts. Ce résultat a permis d'établir d'autres résultats d'approximation comme le théorème de Strassen qui a entraîné l'introduction par la suite de la notion d'approximation forte.

## Énoncé
Si {\displaystyle X_{1},\dots ,X_{n}} sont des variables aléatoires réelles i.i.d. centrées réduites et que l'on note {\displaystyle S_{n}=\sum _{i=1}^{n}X_{i}} la somme partielle de ces variables alors il existe un espace de probabilité, un mouvement brownien {\displaystyle (B_{t})_{t\geq 0}} et une suite {\displaystyle (\tau _{i})_{i\in \mathbb {N} ^{*}}} de variables i.i.d. positives définies sur cet espace vérifiant
- {\displaystyle \forall n\in \mathbb {N} ^{*},B_{\tau _{1}+\dots +\tau _{n}}{\overset {\mathcal {L}}{=}}S_{n}} ;
- {\displaystyle \forall n\in \mathbb {N} ^{*},\tau _{1}+\dots +\tau _{n}} est un temps d'arrêt ;
- {\displaystyle \mathbb {E} [\tau _{1}]=1}.

De plus, si {\displaystyle \mathbb {E} [X_{1}^{2n}]<+\infty } alors {\displaystyle \mathbb {E} [\tau _{1}^{n}]<+\infty }.
Ce théorème permet de démontrer le théorème de Donsker.